# Chinkultic
Chinkultic è un sito archeologico di dimensioni modeste che si trova nello Stato di Chiapas, in Messico, a 56 km dalla città moderna di Comitán. La città pre-colombiana venne costruita dalla civiltà Maya. La città fiorì culturalmente nell'età classica, dal III al IX secolo. La maggior parte delle sculture venne prodotta negli ultimi 300 anni di questo periodo, con le iscrizioni geroglifiche datate dal 591 all'897. L'occupazione del sito continuò fino al XIII secolo.
Il sito possiede alcune piramidi tempio e altre 200 piccole costruzioni. Vi sono alcune stele che mostrano i governatori della città.
Nella zona è presente un campo da gioco della palla, finito il 21 maggio 591 secondo quanto scritto su un segno.
Le prime descrizioni del sito vennero fatte da Edward Seler nel tardo XIX secolo. Un'altra descrizione dettagliata venne fatta da Enrique Juan Palacios nel 1926.
Le prime investigazioni nel sito vennero fatte nel 1966, sotto la direzione di Stephan F. de Borhegyi del museo di Milwaukee.
A partire dal 1970, altri scavi vennero fatti e furono restaurati alcuni edifici.
Il sito è aperto ai turisti e fa parte del parco nazionale Lagunas de Montbello.

## Galleria d'immagini

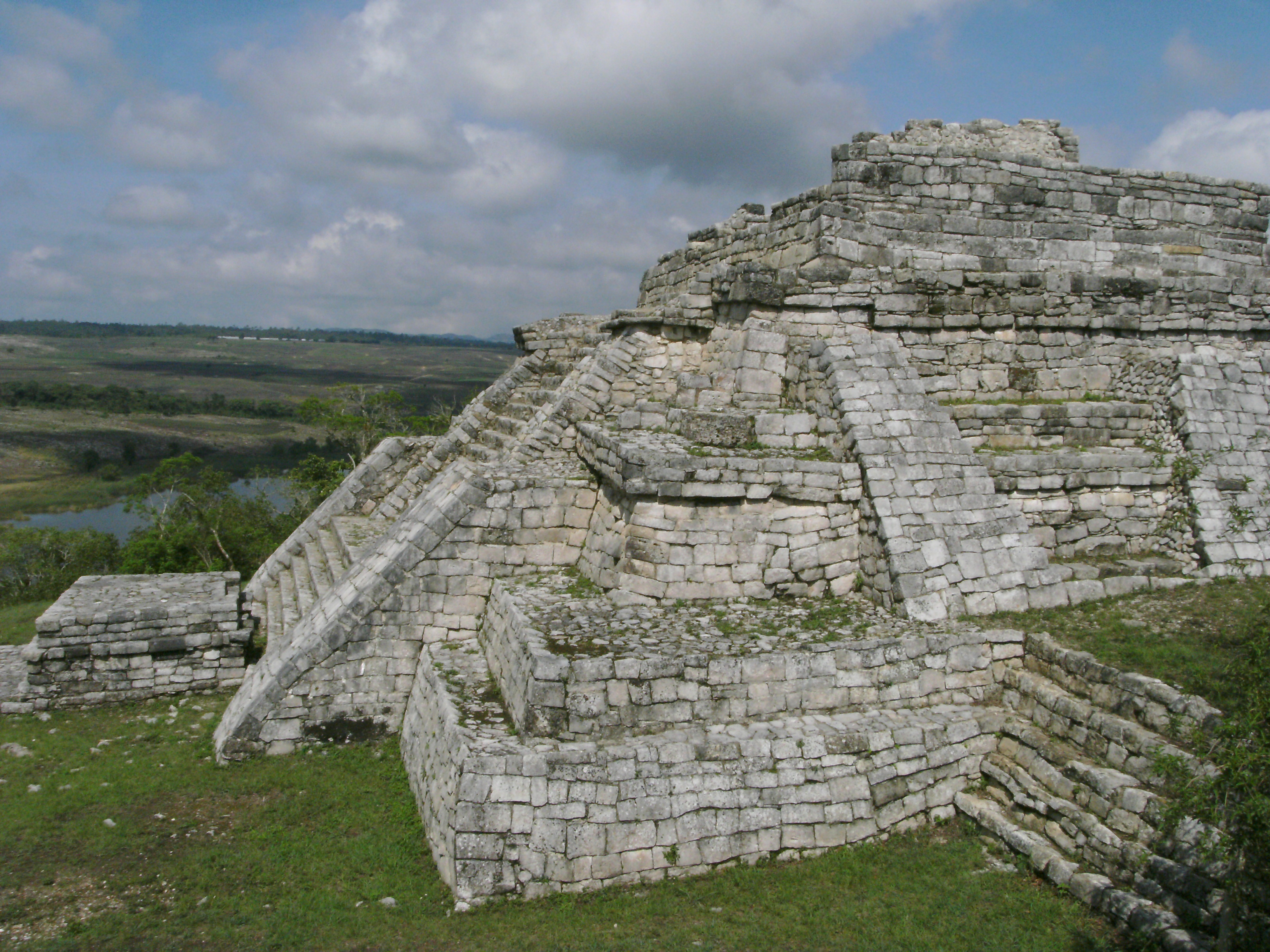
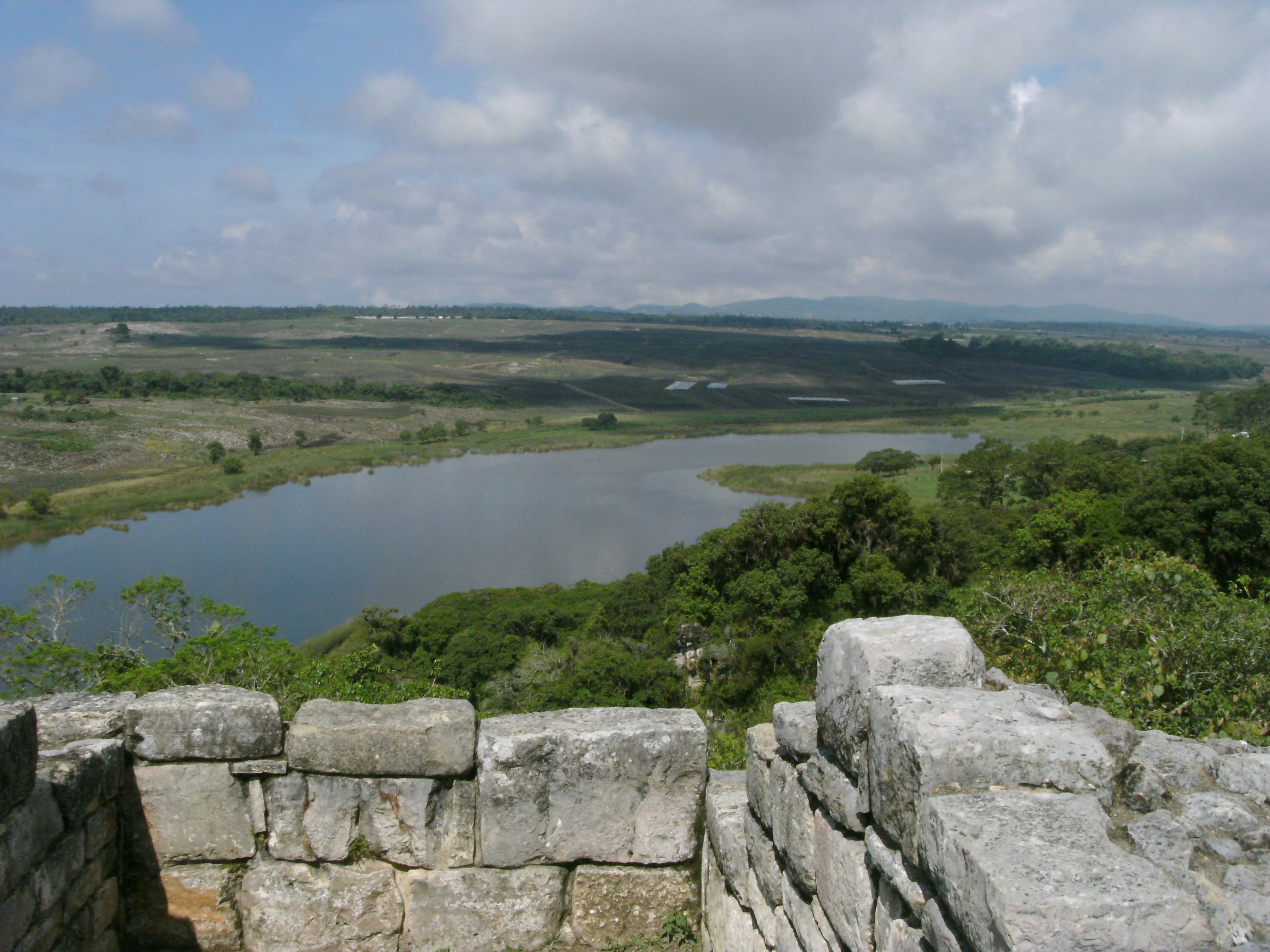
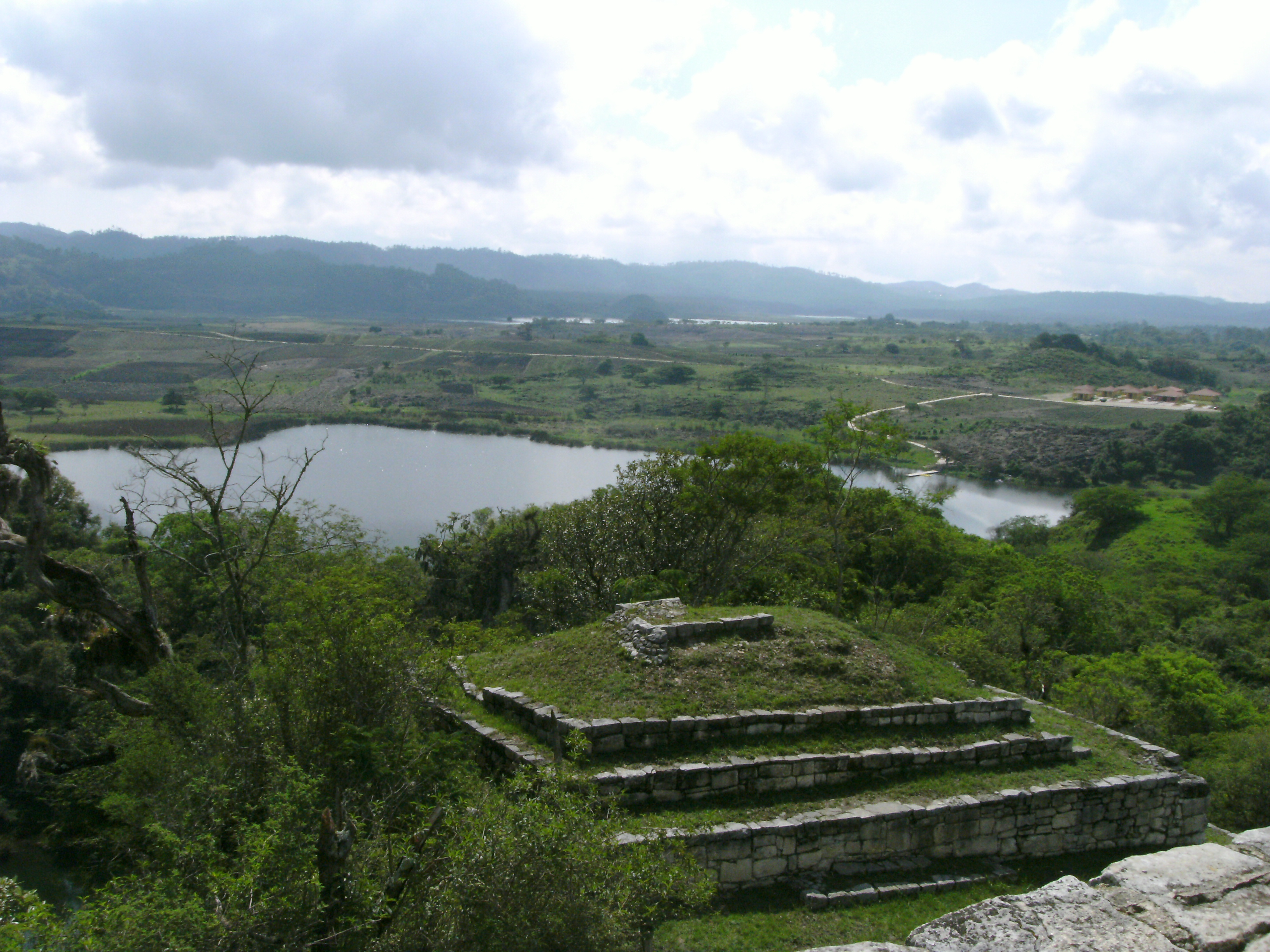
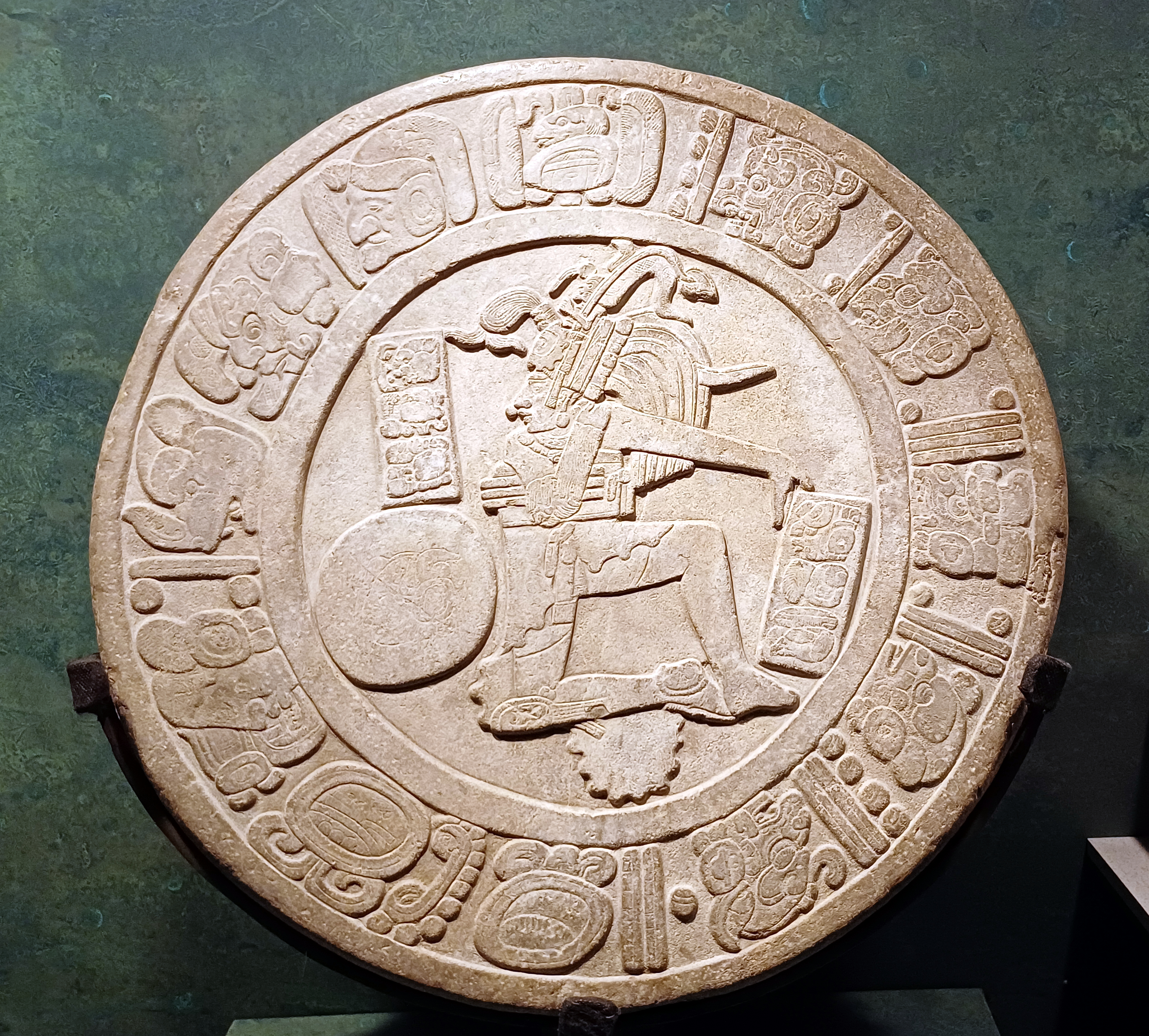
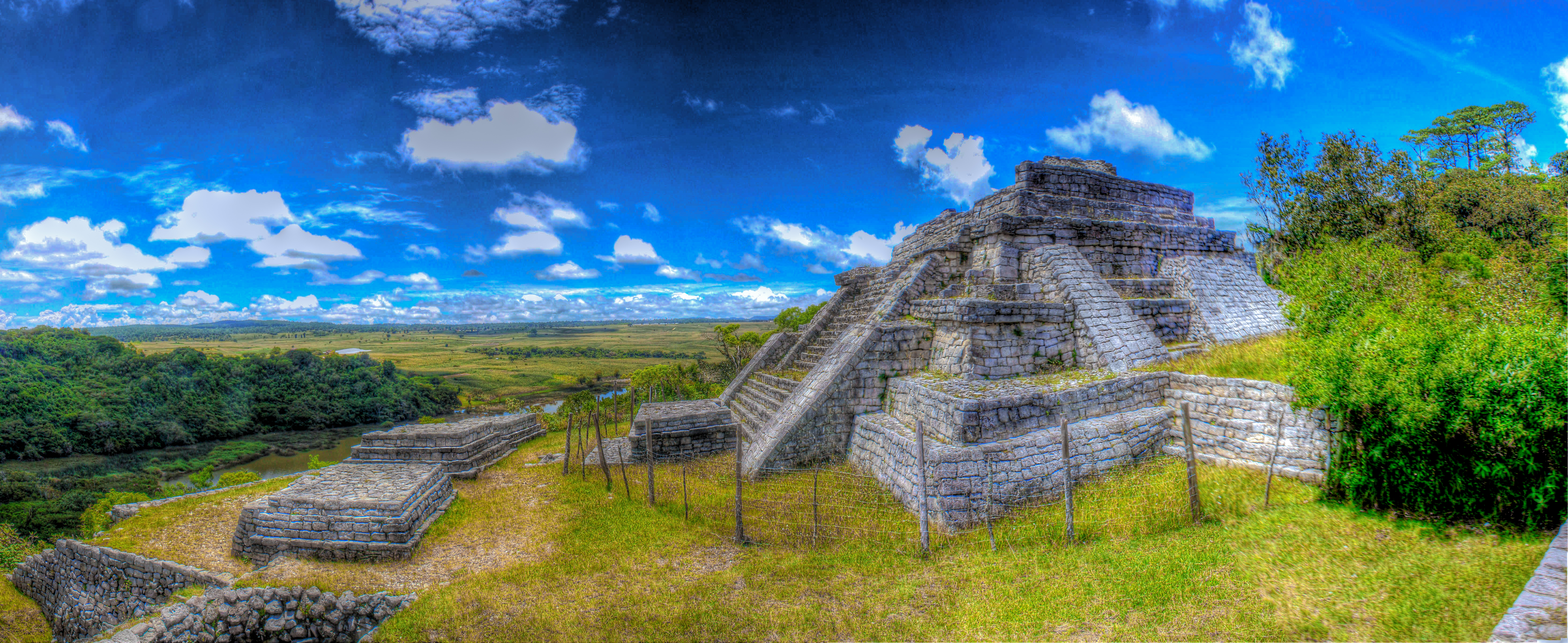
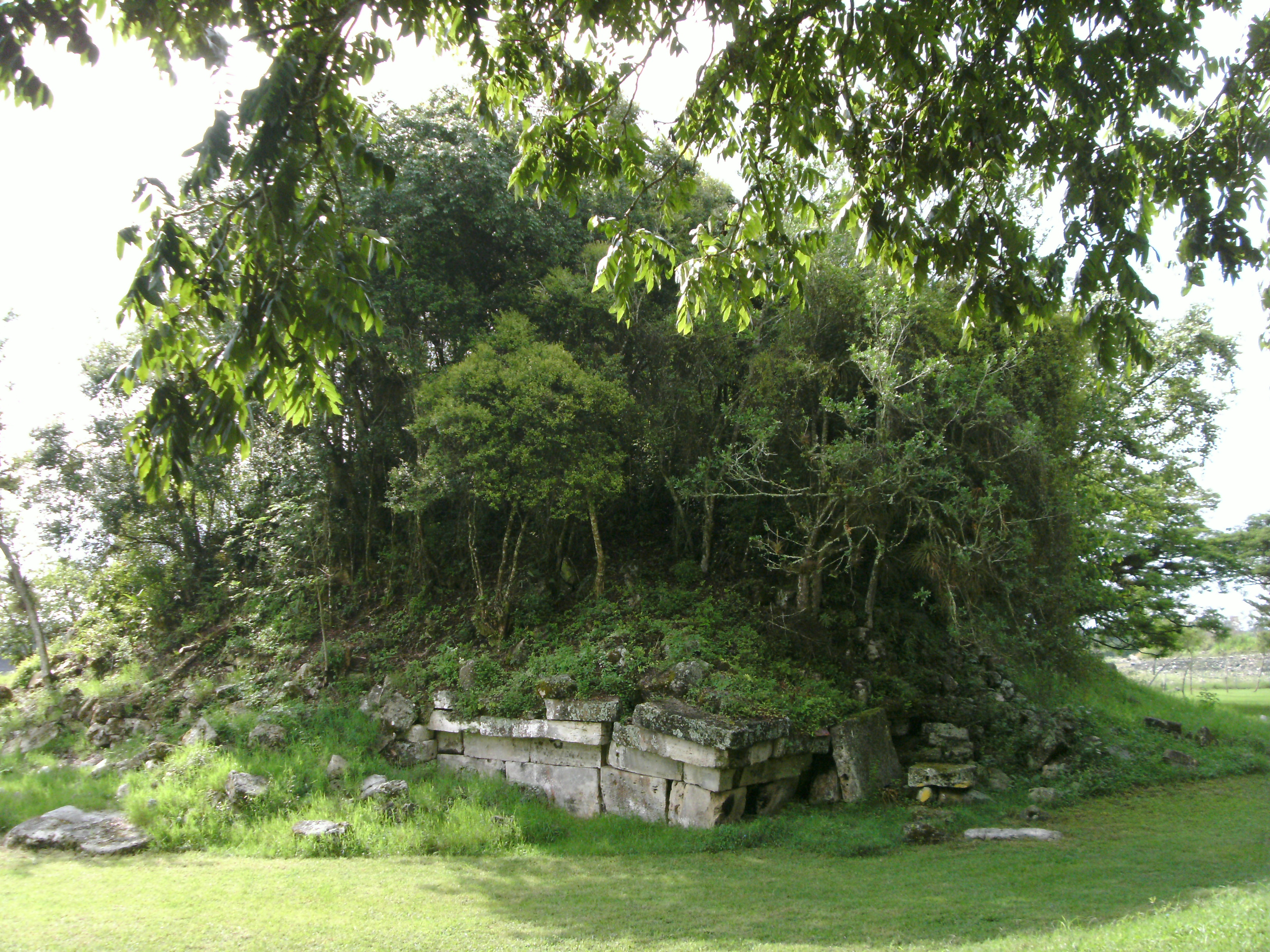
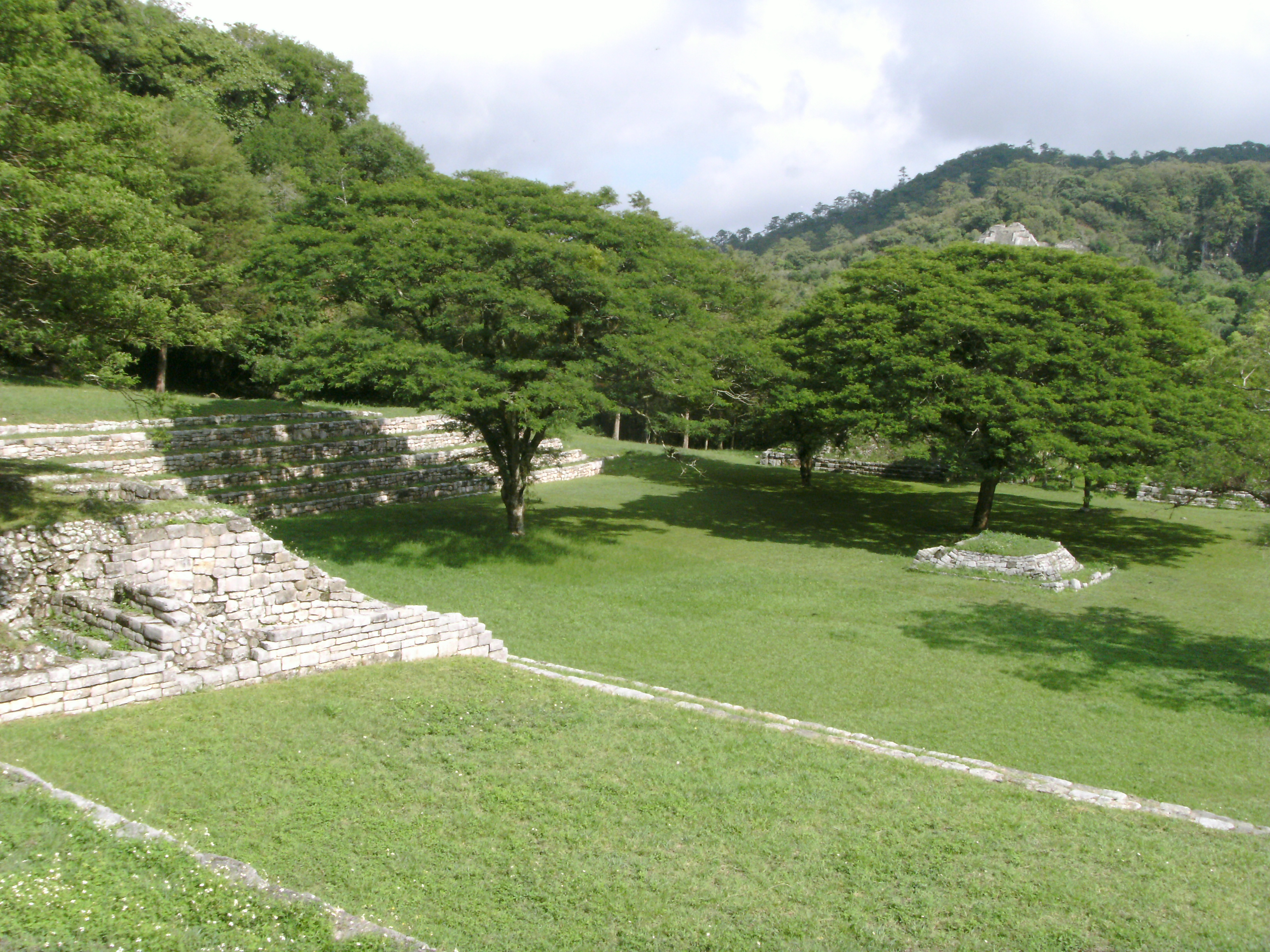
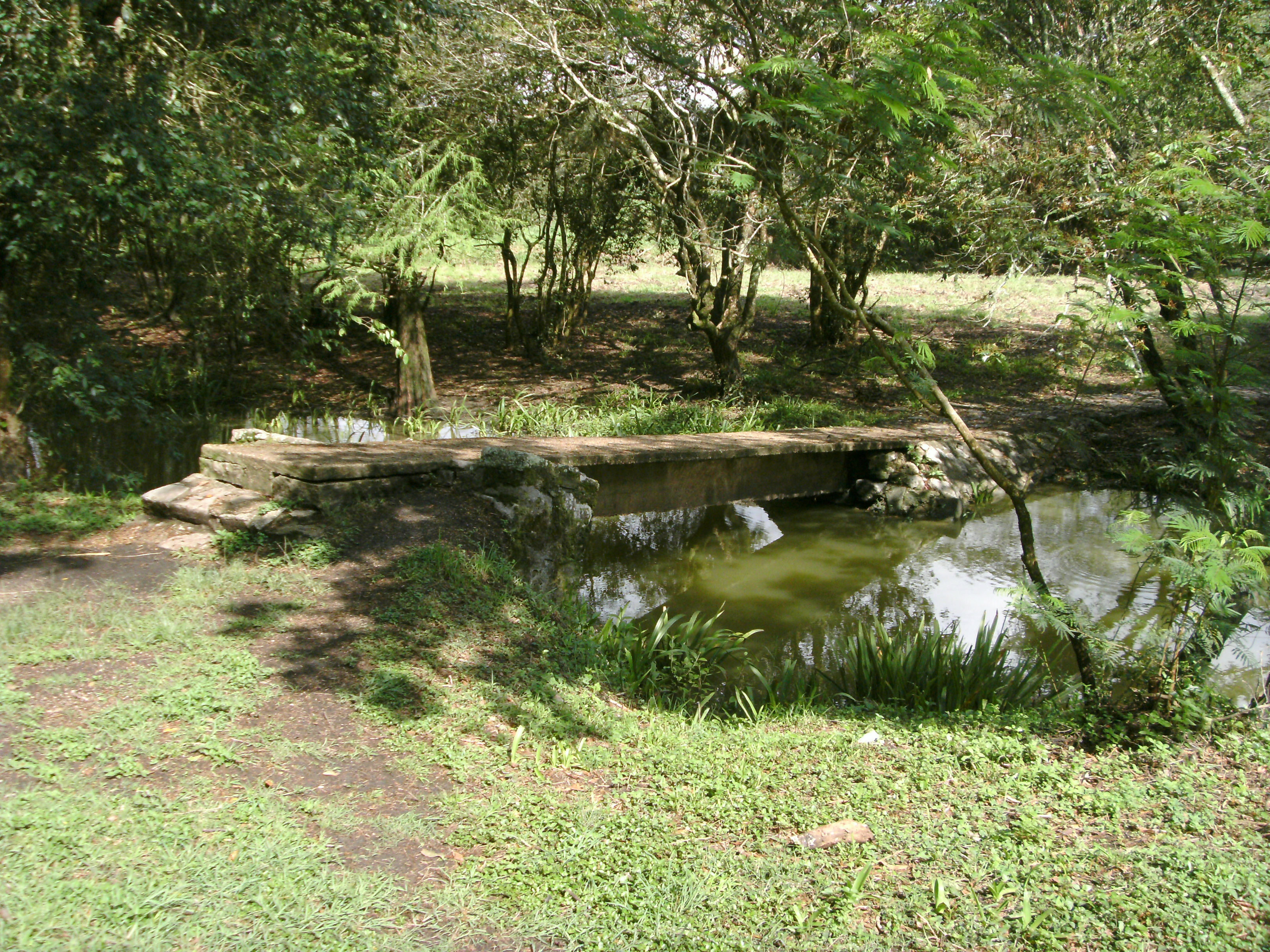
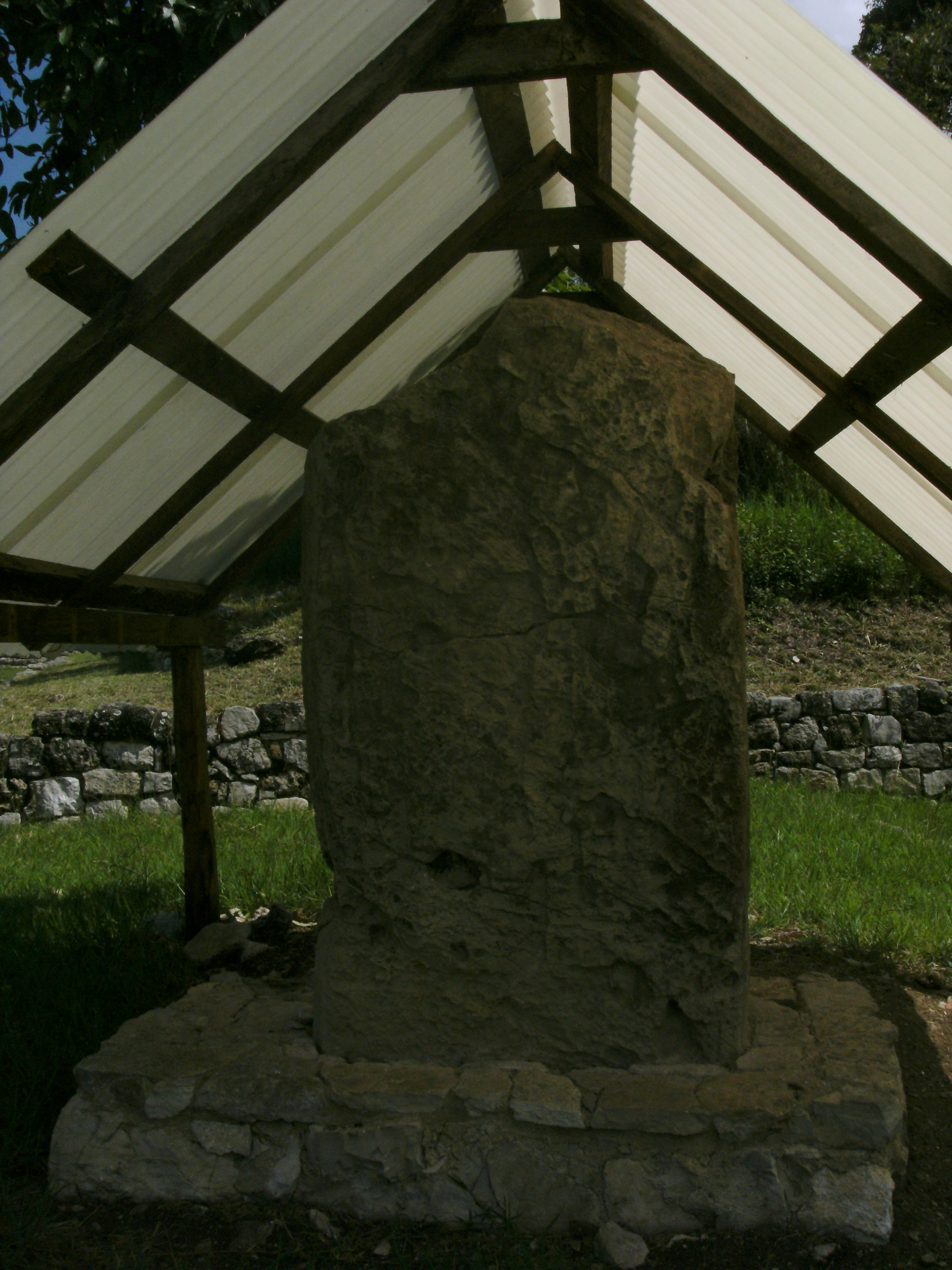
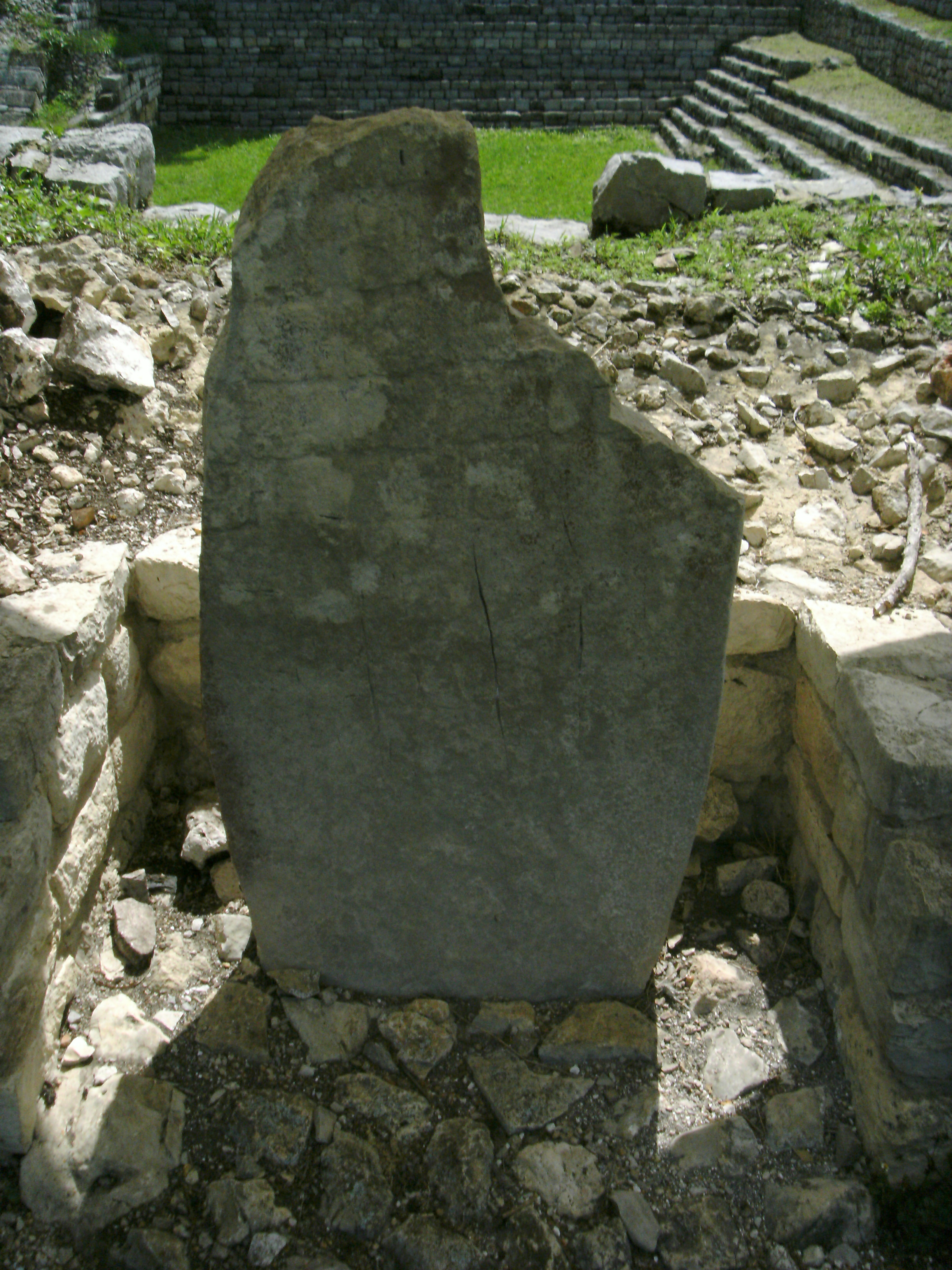
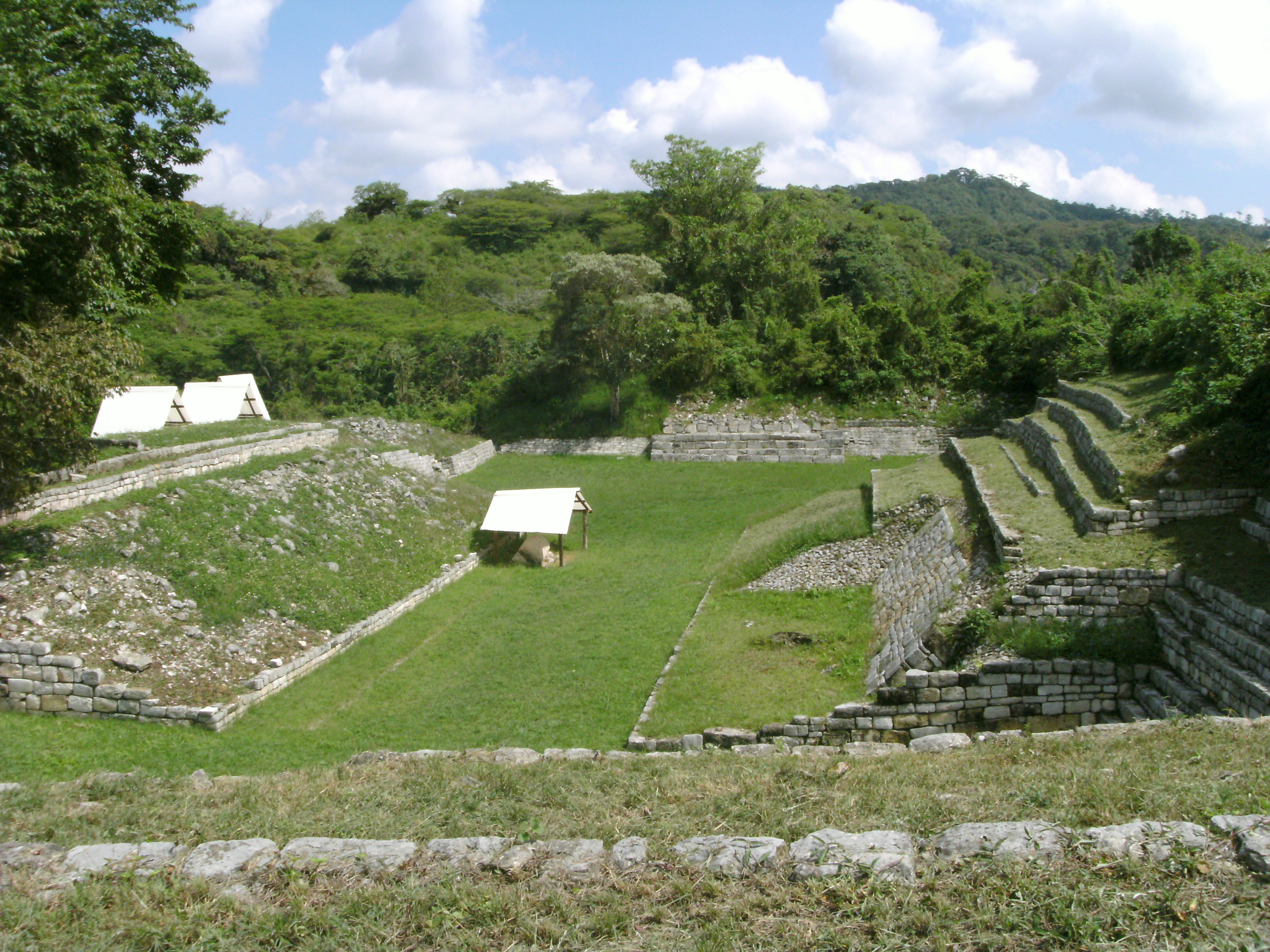
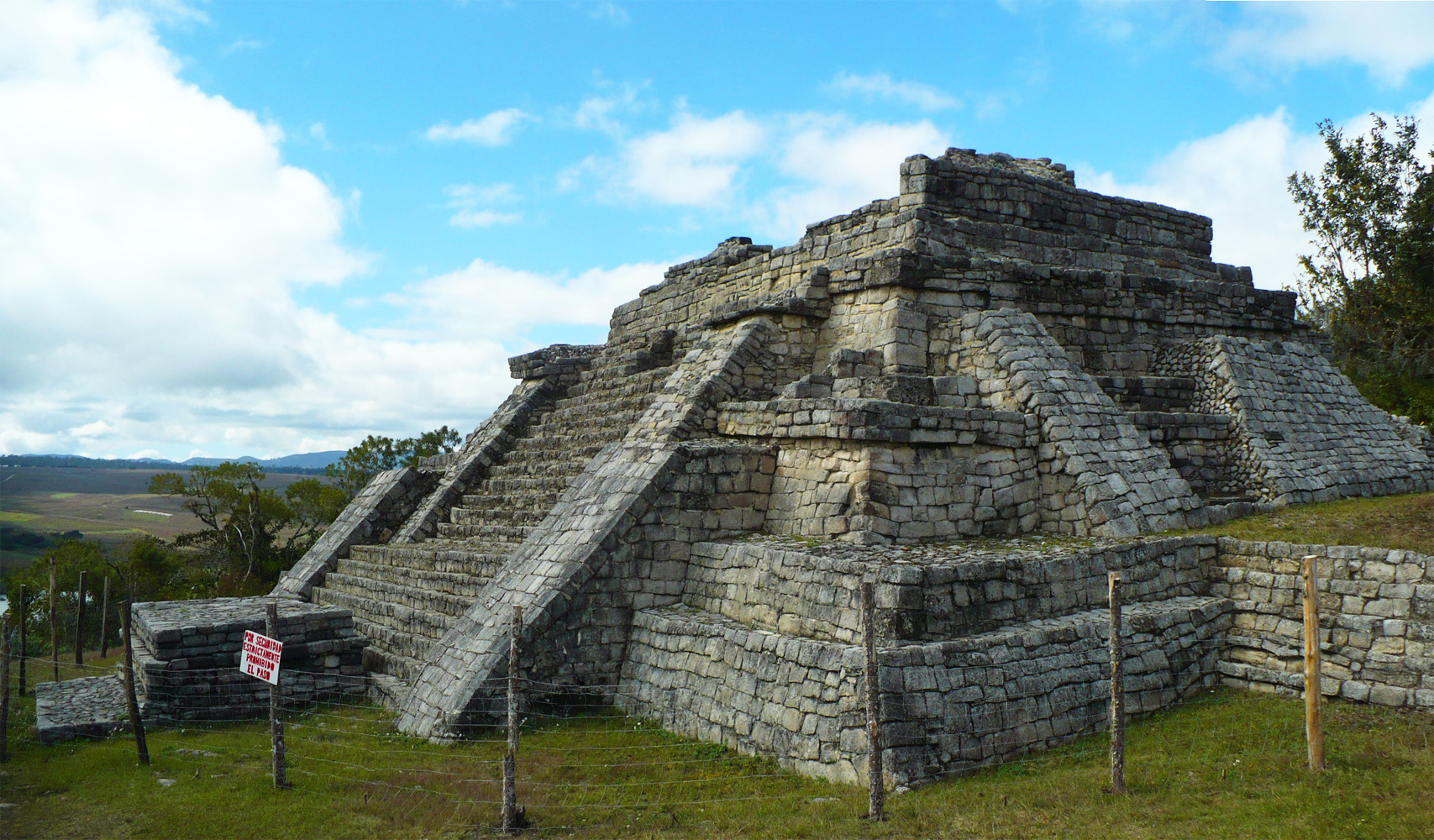
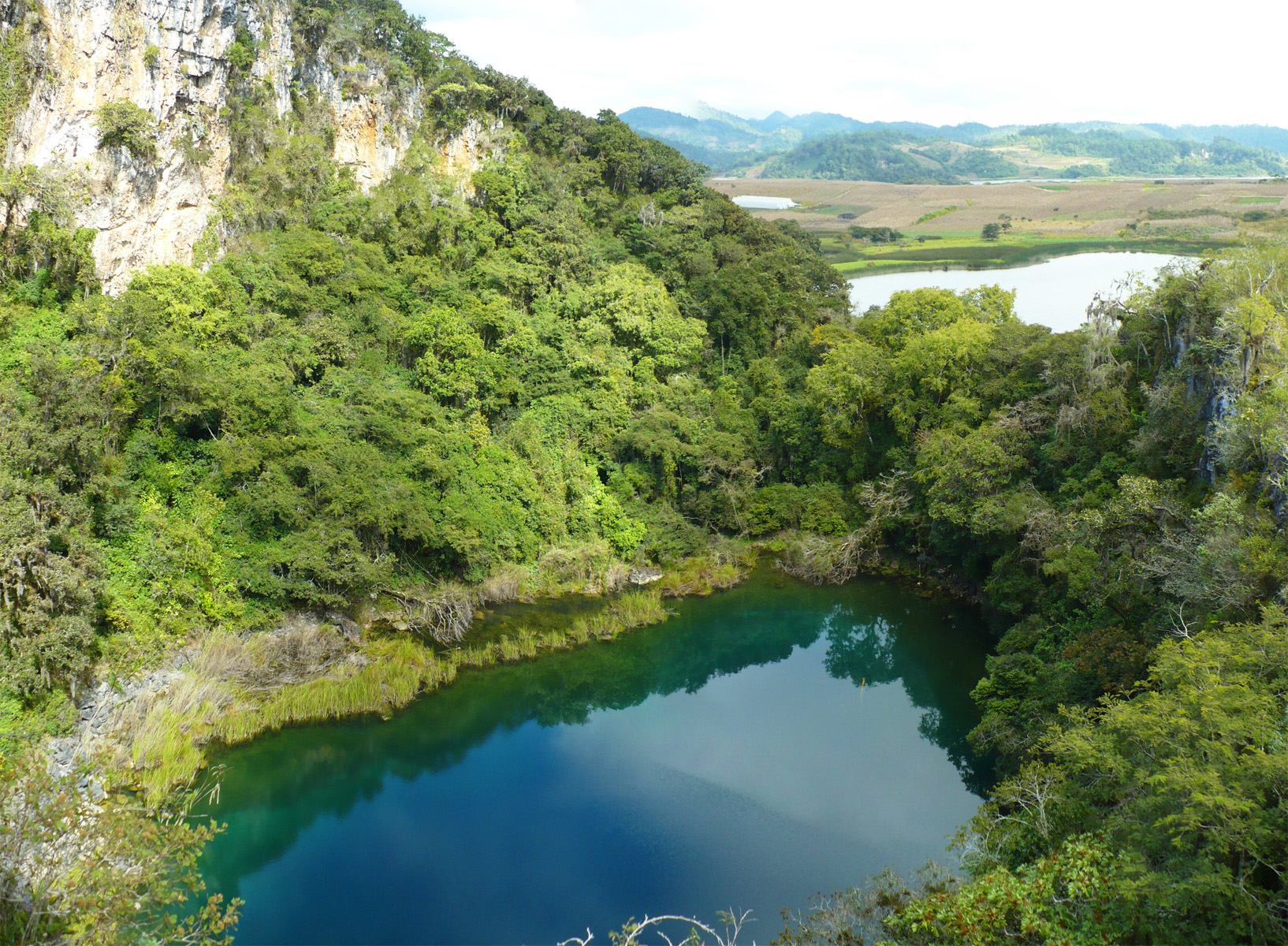
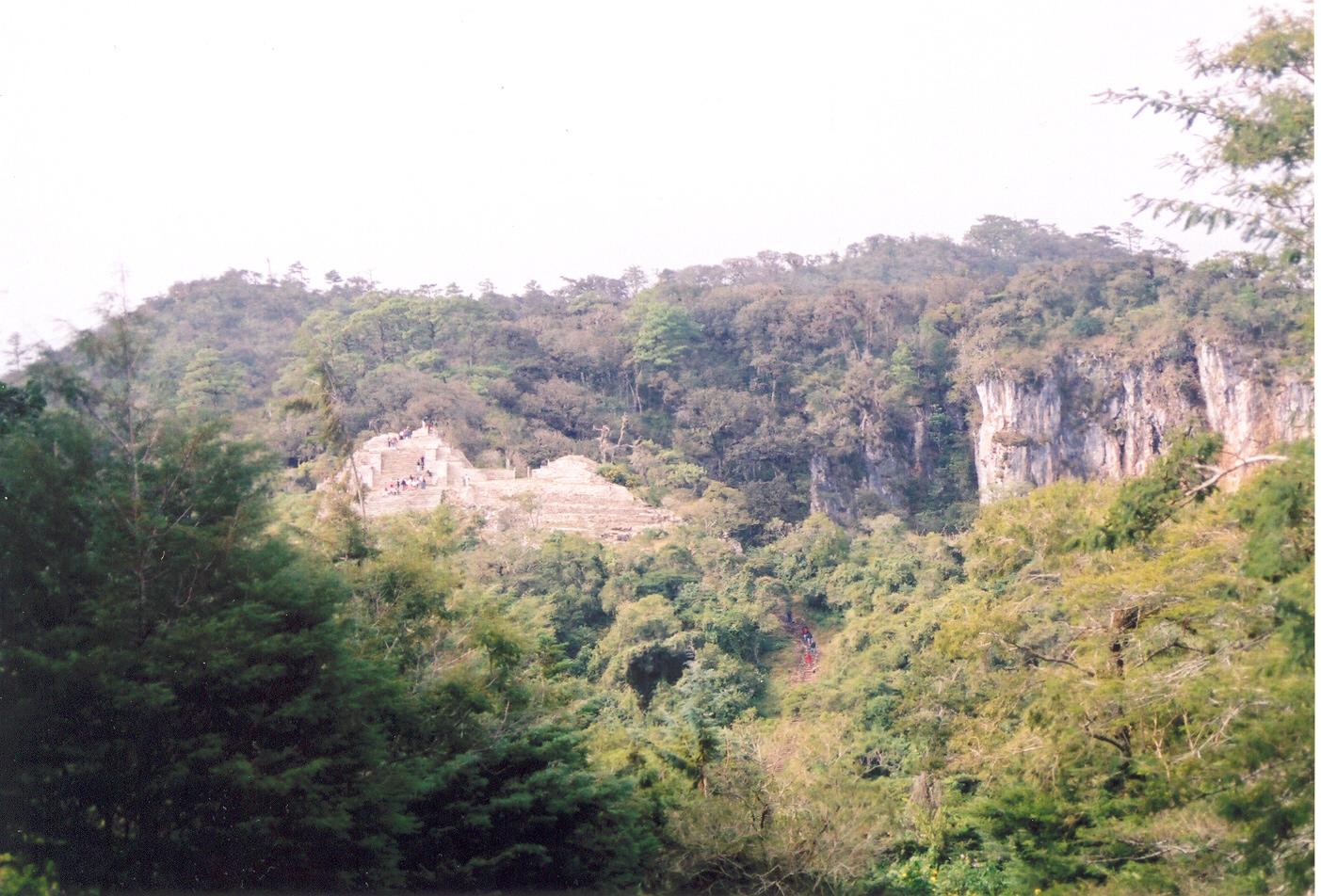
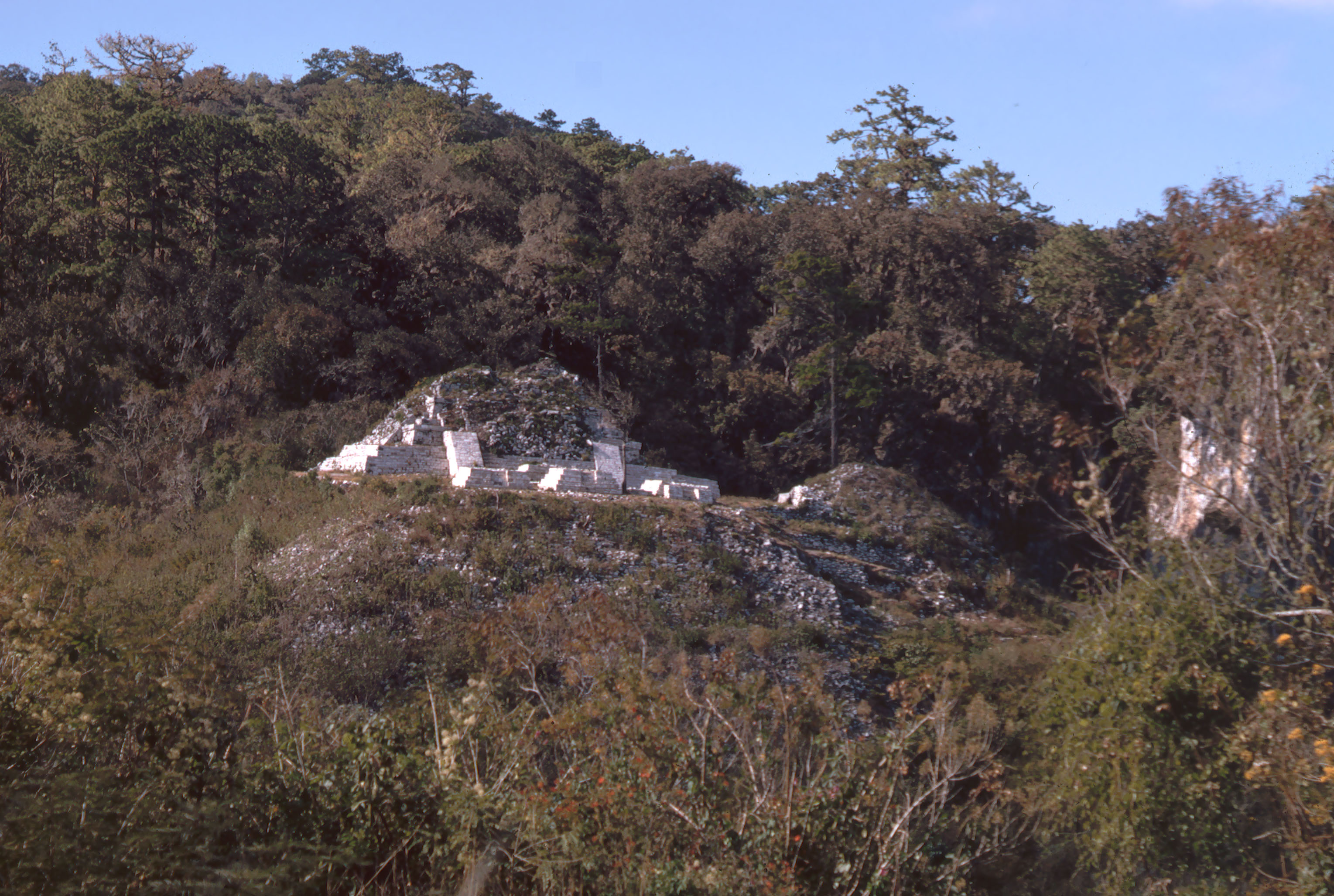
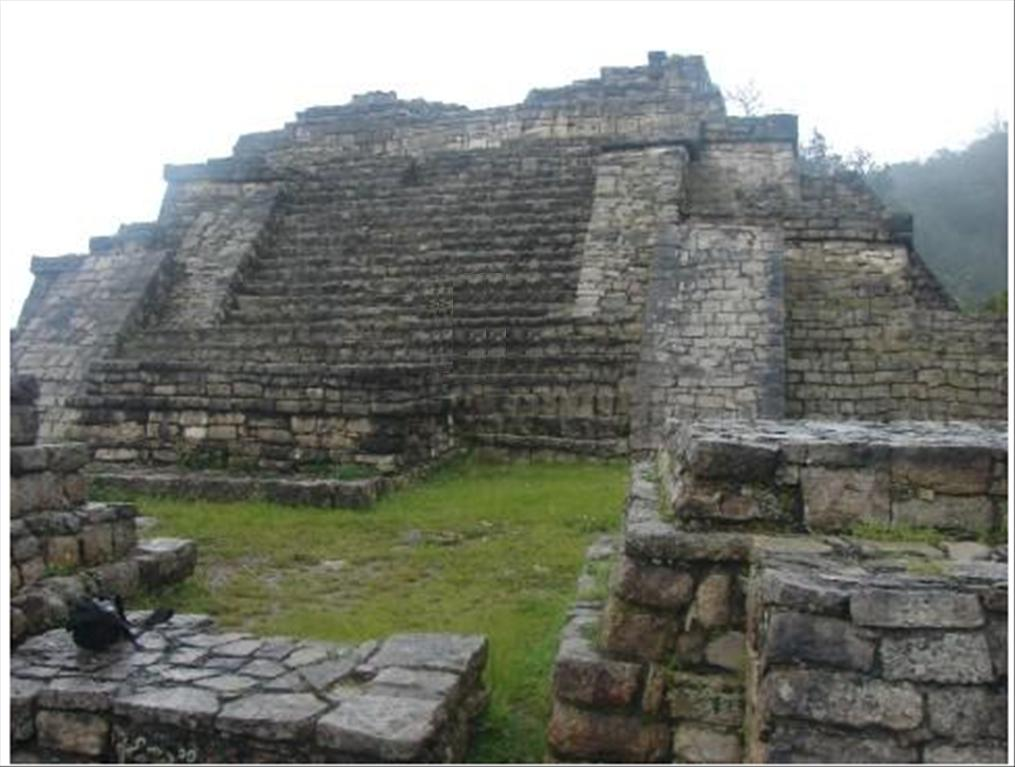
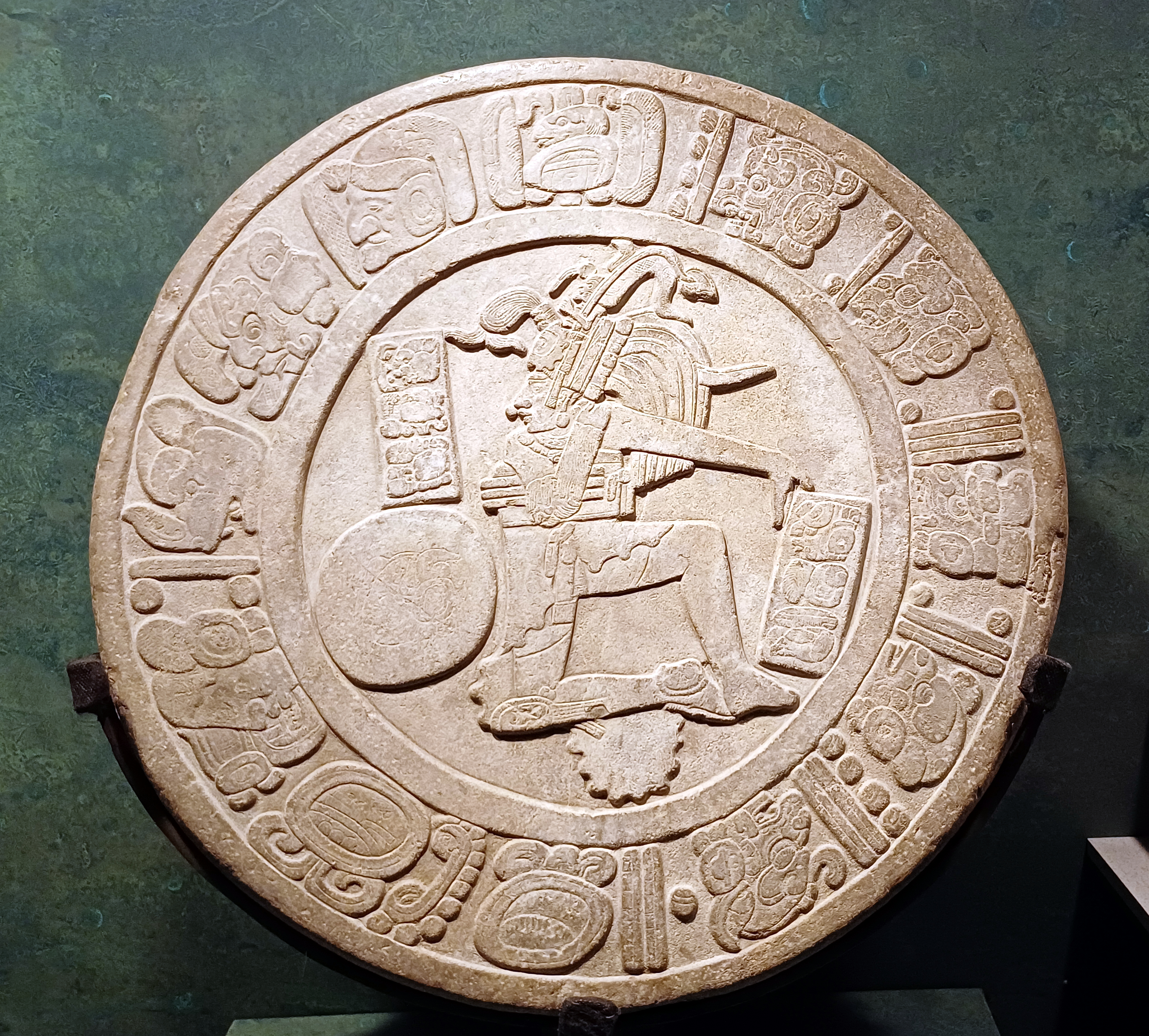
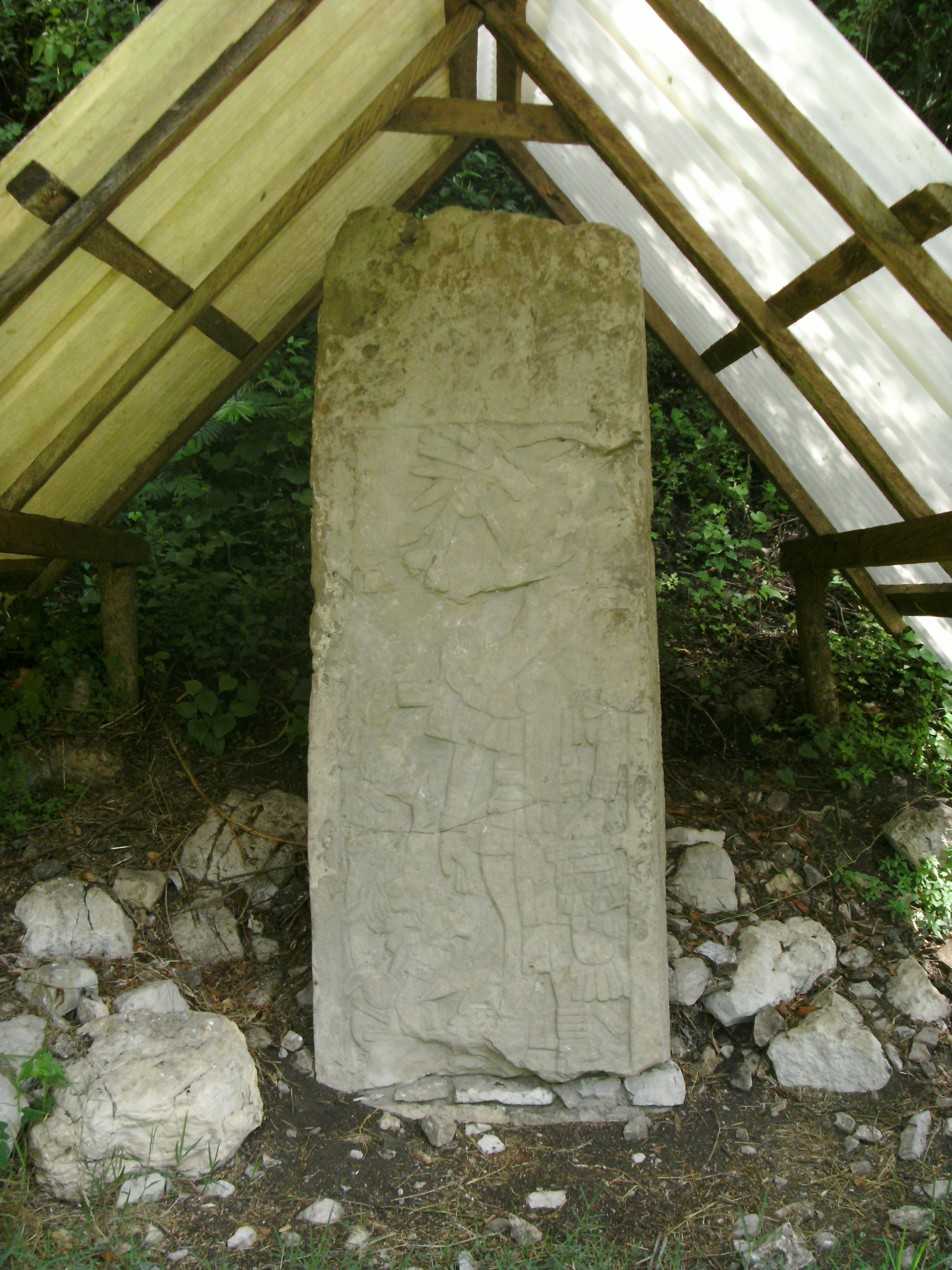
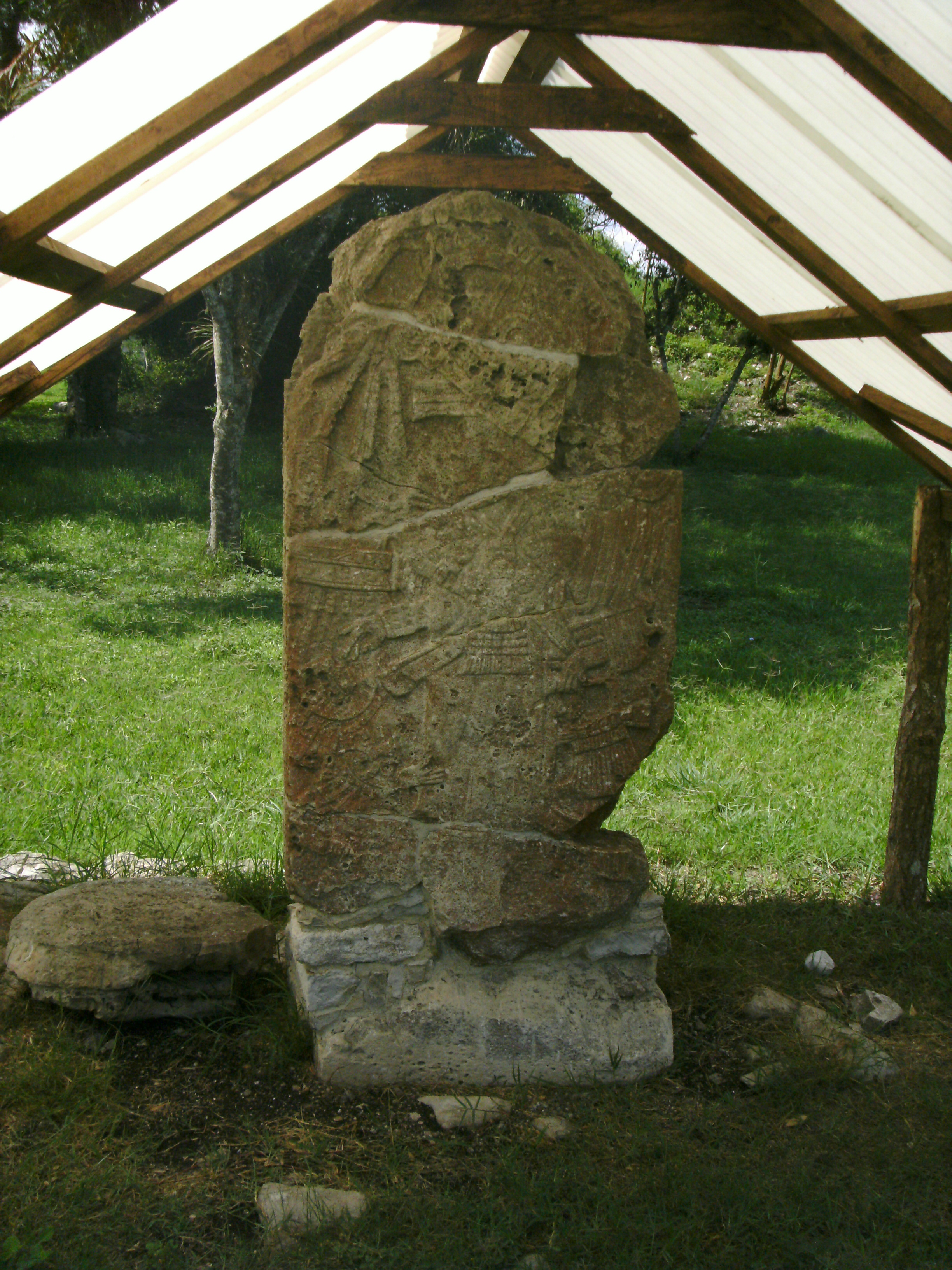
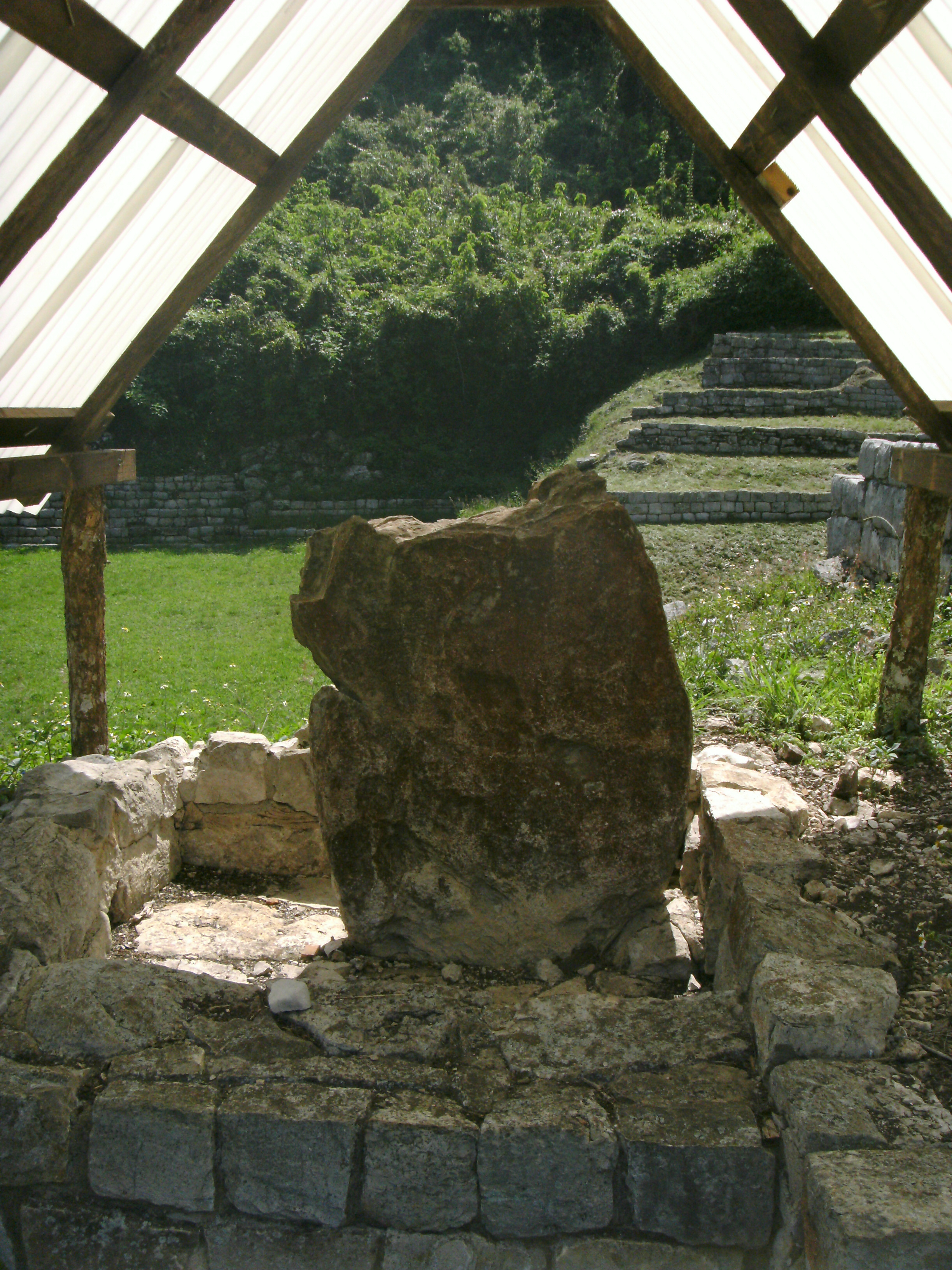
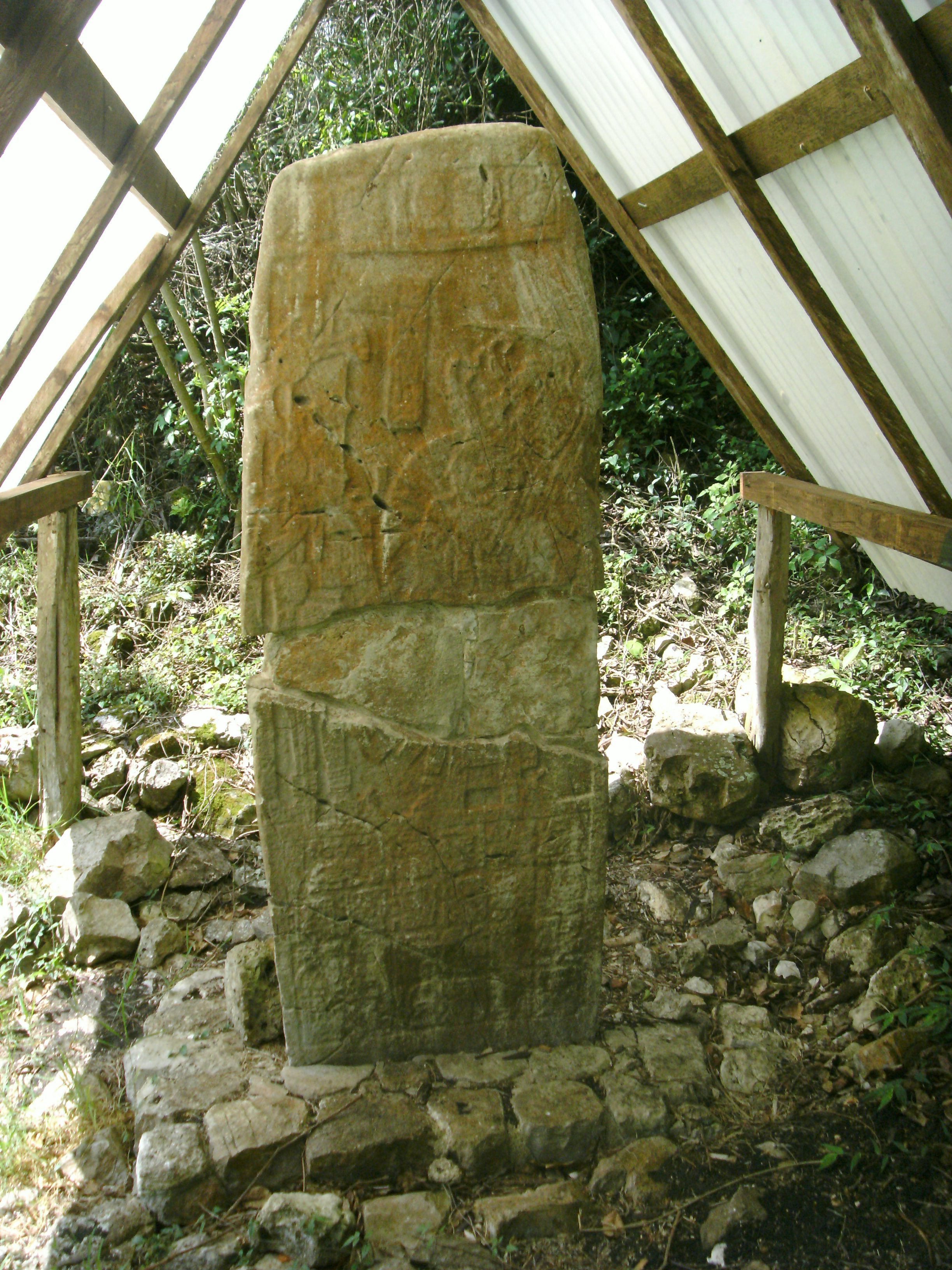

Chinkultic